# Nicolae Andronati
Nicolae Andronati (n. 7 noiembrie 1935 la Caragaș) este un specialist în domeniul informaticii și a tehnicii de calcul, care a fost ales ca membru titular al Academiei de Științe a Moldovei.
A fost semnatar al Declarației de independență (la 27 august 1991) și deputat în primul parlament al Republicii Moldova (1990-1994).

## Biografie
Este președinte al Societății de Informatică și Tehnică de Calcul din Republica Moldova, membru al Comitetului Executiv al European Universities Information Systems Organization.
A fost decorat cu Ordinul Drapelul Roșu de Muncă.

## Distincții și decorații
- Ordinul Republicii (2012)[2]
- Medalia „Meritul Civic” (1996)[3]